# Rishod Sobirov
Rishod Sobirov (Burbogi, 11 settembre 1986) è un judoka uzbeko, vincitore della medaglia di bronzo nella categoria fino a 60 kg sia ai Giochi olimpici di Pechino 2008 che a Londra 2012 e della medaglia di bronzo nella categoria fino a 66 kg ai Giochi olimpici di Rio de Janeiro 2016.

## Palmarès
- Olimpiadi

Pechino 2008: bronzo nei 60kg.
Londra 2012: bronzo nei 60kg.
Rio de Janeiro 2016: bronzo nei 66kg.
- Mondiali

Tokyo 2010: oro nei 60kg.
Parigi 2011: oro nei 60kg.
Astana 2015: bronzo nei 66kg.
- Campionati asiatici

Kuwait City 2007: argento nei 60kg.